# Musa al-Kazim

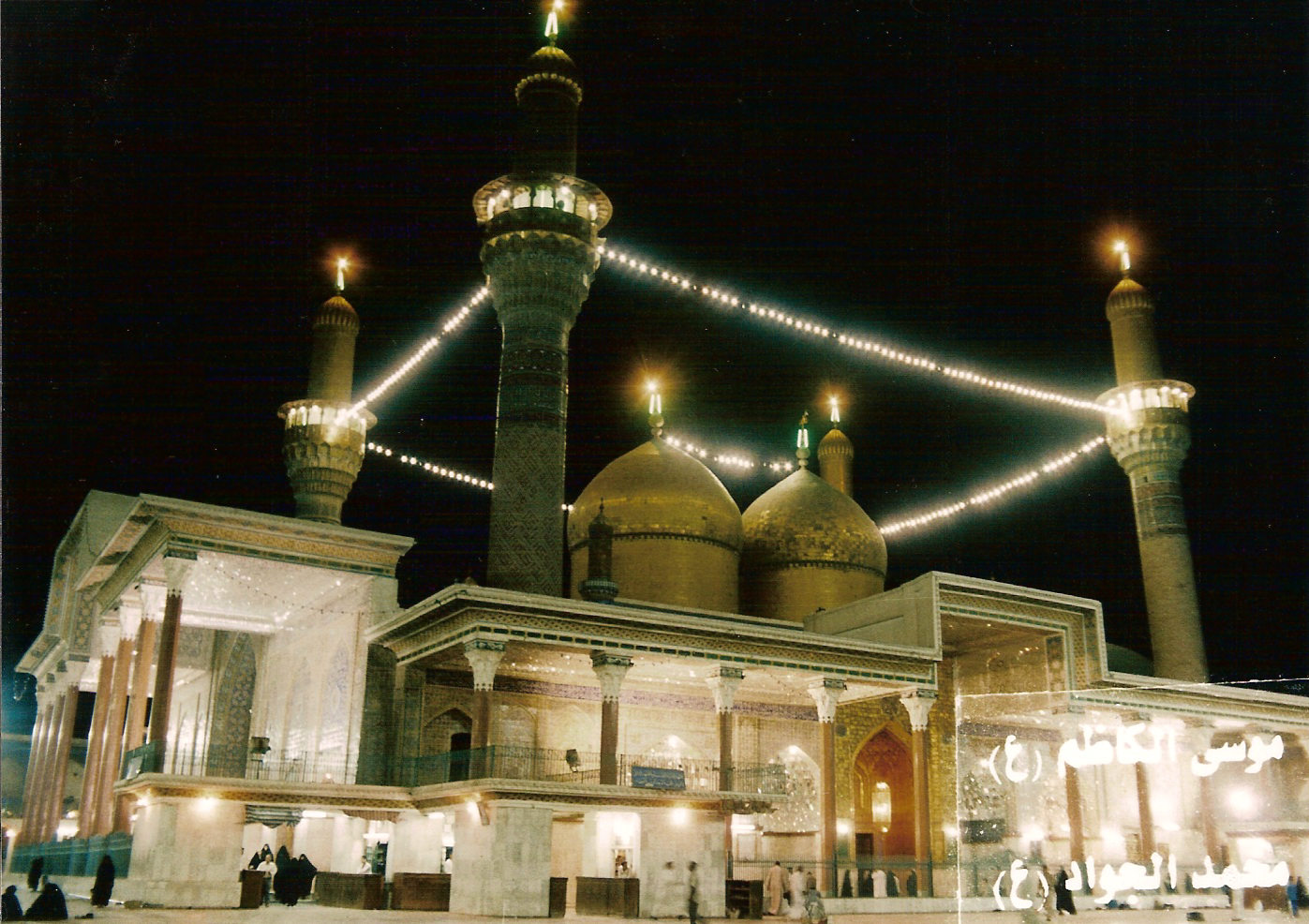
Musa al-Kazim är begravd i Kazimiya-moskén i al-Kazimiya norr om Bagdad.

Mūsā ibn Ja‘far al-Kāzim (arabiska: موسی بن جعفر الكاظم), född 745 i Abwa mellan Mekka och Medina, död 799 i Bagdad, var den sjunde shiaimamen enligt imamiterna. Bland sunniterna anses han vara en berömd lärd, och levde samtidigt som de abbasidiska kaliferna al-Mansur, al-Hadi, al-Mahdi och Harun al-Rashid. Han fängslades flera gånger och till slut förgiftades han 799 av Sindi ibn Shahak på order från Harun al-Rashid.
Han kallas för al-Kazim (den som kontrollerar sin ilska). Han var son till den sjätte imamen Jafar al-Sadiq, som han efterträdde som imam 765. Enligt ismailiter skulle hans äldre bror Ismail ibn Jafar vara den rätte efterträdaren till deras far. Musa al-Kazim fick många barn; några av de mest kända är den åttonde shiaimamen Imam Reza, och två döttrar, Fatima al-Masuma och Hājar Khātūn.

## Död
al-Kazim dog 799 i al-Sindi ibn Shahiq-fängelset i Bagdad, efter att ha förflyttats från ett fängelse till ett annat under några år. Han ska ha blivit förgiftad på anstiftan av Harun, som gav al-Sindi ordern genom Yahya ibn Khalid när han besökte kalifen i Rakka. Den sunnimuslimske historikern al-Tabari nämner dock inte orsaken till hans död, vilket antyder att al-Kazim dog av naturliga orsaker, en uppfattning som föredras av de flesta sunnimuslimska författare.
Harun tog med flera offentliga personer för att undersöka Musas kropp för skador, och vittna om att han hade dött en naturlig död. Det finns uppgifter om att Harun också gjorde en offentlig uppvisning av Musas kropp i Bagdad för att stilla ryktet om att al-Kazim inte hade dött och skulle återvända som Mahdi, den utlovade räddaren i islam. al-Kazim begravdes på den prestigefyllda Quraysh-begravningsplatsen i nordvästra Bagdad, som nu ligger i Kazimayn. Att besöka platsen var till en början inte utan risk, men så småningom blev hans grav tillsammans med hans barnbarns, al-Jawad, ett viktigt centrum för pilgrimsfärd. En helgedom har stått över deras gravar sedan tiden för Buyid-dynastin, och den nuvarande magnifika helgedomen byggdes av den safavidiska Shah Ismail. Kazimayn är också begravningsplatsen för många medeltida shiitiska lärda, såsom polymaten Nasir al-Din al-Tusi.

## Personlighet
Det har sagts att Musa al-Kazim var en lugn och tolerant man. Han kallades även al-Kazim eftersom han var snäll, förlåtande och generös mot de människor som behandlade honom dåligt eller som var ovänliga mot honom. Ibn Khallikan sa att "när en man hade talat illa om honom skickade han en börs med pengar till honom." En sådan händelse gällde en man som förbannade och förolämpade al-Kazims förfader, Imam Ali. Imamens följe ville attackera mannen, men al-Kazim hindrade dem. Han gick till mannens åker i utkanten av Medina. Han gick fram till honom, men mannen skrek åt honom att inte trampa sönder skörden. Imamen visade ingen uppmärksamhet, och när han hade kommit fram till honom satte han sig ned bredvid honom, hälsade på honom, behandlade honom vänligt och frågade trevligt hur mycket mannen hade betalat för att så åkern. "Ett hundra dinarer!", svarade mannen. "Hur mycket hoppas du gå i vinst från den?", frågade imamen. "Jag vet inte om det okända", svarade mannen. "Jag frågade endast dig om vad du hoppas gå i vinst från den", insisterade imamen. Mannen svarade: "Två hundra dinarer!" Imamen gav honom tre hundra dinarer och sa: "Dessa tre hundra dinarer är till dig och din åker är som den är (den tillhör dig också)."
Imamen gick sedan mot Profetens moské, där han såg att mannen redan satt. När han såg imamen ställde han sig upp och reciterade versen: "Gud vet bäst var Han ska placera Sitt budskap." Mannens kompanjoner blev förvånade av denna förändring, men mannen talade om imamens nobla handlingar för dem och bad till Gud för honom. Därefter vände sig imamen mot sina kompanjoner och sa: "Vad var bättre, det ni ville eller det jag gjorde? Jag har justerat hans attityd så pass att ni blivit bekanta med det."

## Teologiska diskussioner

### Med Bishr al-Hafi
En händelse ägde rum gällande Bishr al-Hafi, som levde ett sinnligt liv. En gång råkade Musa al-Kazim passera hans hus i Bagdad då det föregick fest och lättsinne. al-Kazim såg en tjänarinna springa ut från huset bärandes en soppåse. Han vände sig till tjänarinnan och frågade henne: "Är ägaren av detta hus fri eller en tjänare?" Hon svarade: "Han är fri". Imamen svarade: "Du har rätt, om han var en tjänare skulle han ha fruktat sin Herre." Flickan gick in i huset samtidigt som al-Hafi fortfarande höll på att festa. "Vad fick dig att dröja", frågade al-Hafi. Hon informerade honom om vad som hade hänt mellan henne och imamen. Det har sagts att al-Hafi rusade till dörren barfota, men imamen hade redan gått iväg då. Därmed letade han upp imamen, och när han hade hittat honom frågade han honom att repetera sina ord. al-Hafi blev så tagen av imamens ord att han föll mot marken och började gråta. "Nej, jag är en tjänare, jag är en tjänare", sa al-Hafi. Från och med då brukade han promenera utan skor och folk började kalla honom för Bishr al-Hafi (den barfote). När han frågades om varför han inte hade skor på sig brukade han säga att han blev vägledd då han var barfota. Därmed skulle han fortsätta att leva i det tillståndet till slutet av sitt liv.

### Källhänvisningar
1. ↑  Али ибн Муса, Islamskij entsiklopeditjeskij slovar'.[källa från Wikidata]
2. ↑  Муса ибн Джафар, Islamskij entsiklopeditjeskij slovar'.[källa från Wikidata]
3. 1 2  Tabatabai 1975, s. 181.
4. 1 2  Donaldson, Dwight M.. Shi'Ite Religion: A History of Islam in Persia and Irak. Ams Pr Inc (1 juni 1980). ISBN 978-0404189594. https://books.google.com/books?id=gcmPAAAAMAAJ&q=The+Shiite+Religion:+A+History+of+Islam+in+Persia+and+Iraq&dq=The+Shiite+Religion:+A+History+of+Islam+in+Persia+and+Iraq&hl=en&sa=X&ved=0ahUKEwj08_7f1d3eAhWLaFAKHWVDBWMQ6AEIJzAA
5. ↑  Talee. A Brief History of the Fourteen Infallibles. CreateSpace Independent Publishing Platform (25 september 2014). sid. 135–143. ISBN 978-1502474438. https://books.google.com/books?id=_o7CoQEACAAJ&dq=A+Brief+History+of+The+Fourteen+Infallibles&hl=en&sa=X&ved=0ahUKEwjfmJ2Q0N3eAhXBYlAKHZfEDUgQ6AEIJzAA
6. ↑  Sharif al-Qarashi2 2000, s. 128.
7. 1 2 3  Rahim 2004.
8. ↑  Tabatabai 1975, s. 181.
9. 1 2 3 4  Momen 1985, s. 40.
10. 1 2 3 4  Kohlberg 2022.
11. ↑  Donaldson 1933, s. 160.
12. 1 2  Tabatabai 1975, s. 181.
13. ↑  Daftary 2013, s. 59.
14. ↑  Momen 1985, s. 40, 41.
15. ↑  Yavari 2004.
16. ↑  Rizvi 2006b.
17. ↑  Illahi, Mahboob. Doctrine of Terror: Saudi Salafi Religion. FriesenPress (2 oktober 2018). sid. 175. ISBN 978-1525526466. https://www.amazon.com/Doctrine-Terror-Saudi-Salafi-Religion/dp/1525526472/ref=sr_1_1?s=books&ie=UTF8&qid=1542524188&sr=1-1&keywords=9781525526473
18. ↑  Sharif al-Qarashi2 2000, s. 128.
19. ↑  Donaldson, Dwight M.. Shi'Ite Religion: A History of Islam in Persia and Irak. Ams Pr Inc (1 juni 1980). ISBN 978-0404189594. https://books.google.com/books?id=gcmPAAAAMAAJ&q=The+Shiite+Religion:+A+History+of+Islam+in+Persia+and+Iraq&dq=The+Shiite+Religion:+A+History+of+Islam+in+Persia+and+Iraq&hl=en&sa=X&ved=0ahUKEwj08_7f1d3eAhWLaFAKHWVDBWMQ6AEIJzAA
20. ↑  Alkadumi, Kamel. The Balancing Theory of Sayyid Hussain Isma'Eel Al-Sadr. AuthorHouse (1 oktober 2014). sid. 76. ISBN 978-1496943491. https://books.google.com/books?id=5aedswEACAAJ&dq=The+Balancing+Theory+of+Sayyid+Hussain+Isma%27Eel+Al-Sadr&hl=en&sa=X&ved=0ahUKEwi_6IHLsN3eAhWQbVAKHUarC4UQ6AEILDAB
21. 1 2  Sharif al-Qarashi2 2000, s. 129.
22. 1 2  Alkadumi, Kamel. The Balancing Theory of Sayyid Hussain Isma'Eel Al-Sadr. AuthorHouse (1 oktober 2014). sid. 77. ISBN 978-1496943491. https://books.google.com/books?id=5aedswEACAAJ&dq=The+Balancing+Theory+of+Sayyid+Hussain+Isma%27Eel+Al-Sadr&hl=en&sa=X&ved=0ahUKEwi_6IHLsN3eAhWQbVAKHUarC4UQ6AEILDAB
23. ↑  Koranen, 6:124.
24. ↑  Amini, Ayatullah Ibrahim. ”Imamate and The Imams”. Ansariyan Publications - Qum. https://www.al-islam.org/imamate-and-imams-ayatullah-ibrahim-amini/seventh-imam-musa-al-kadhim.
25. 1 2  Sharif al-Qarashi2 2000, s. 130.